# Branko Karačić
Branko Karačić (Vinkovci, 24 settembre 1960) è un allenatore di calcio ed ex calciatore croato, di ruolo centrocampista.

## Carriera

### Giocatore
Iniziò la carriera agonistica nel Osijek per poi, dopo diverse stagioni nei Bijelo-Plavi, trasferirsi nelle file dell'Hajduk Spalato. Con i Bili esordì il 2 agosto 1987 nel derby di campionato contro la Stella Rossa dove andò anche a rete. Finita l'avventura in patria si trasferì all'estero dove giocò in Austria e in Belgio.

### Allenatore
Guidò per una stagione il Široki Brijeg per poi passare sulla panchina del Zrinjski Mostar con il quale vinse un campionato bosniaco. Nel 2015 prese le redini del NK Vitez mentre nel 2016 ritornò, per colmare il vuoto lasciato dalle dimissioni di Slaven Musa, nei Plavi di Široki Brijeg. Nell'ottobre 2018 venne annunciato sulla panchina del Varaždin con l'obiettivo di ottenere a fine stagione la promozione in Prva HNL. Centrò l'obiettivo promozione vincendo la Druga HNL però inaspettatamente lascia l'incarico un mese prima dell'inizio della nuova stagione. Il 23 marzo 2023 prende le redini del Posušje.

## Palmarès

### Allenatore
- Campionato bosniaco: 1

Zrinjski Mostar: 2013-2014
- Druga hrvatska nogometna liga: 1

Varaždin: 2018-2019